# Drop Out (песня Lil Pump)
«Drop Out» — песня американского рэпера Lil Pump с его второго студийного альбома Harvard Dropout (2019). Песня находится на первом месте в трек-листе альбома. Трек был спродюсирован Diablo. Песня получила смешанные положительные отзывы от музыкальных критиков.

## История
В августе 2017 года Lil Pump заявил в Твиттере что он действительно бросил Гарвард, чтобы спасти рэп-игру, после чего выпустил «Drop Out» в качестве первой песни на своем альбоме Harverd Dropout 22 февраля 2019 года. Несмотря на это, 1 марта 2019 года Lil Pump призвал других не бросать учёбу.

## Песня
Песня была спродюсирована Diablo. В ней Лил Памп утверждает, что он не зависим от лейблов, после его ссор с Warner Bros. Records, хотя он был подписан на лейбл на момент выхода альбома. Лил Памп опубликовал видеоролик как он танцует под «Drop Out» в Instagram 24 февраля 2019 года, через два дня после выхода альбома.

## Отзывы
Песня была встречена смешанными с положительными отзывами музыкальных критиков.

## Коммерческий успех
Несмотря на то, что трек не был выпущен в качестве сингла, «Drop Out» удалось попасть в чарте Новой Зеландии Hot Singles chart на 30 позицию после выхода Harverd Dropout.

## Чарты
| Чарт (2019)           | Высшая позиция |
| --------------------- | -------------- |
| Новая Зеландия (RMNZ) | 30             |